# Чемпіонат світу з хокею із шайбою серед жінок 2011
Чемпіонат світу з хокею із шайбою серед жінок 2011 — спортивне змагання з хокею із шайбою під егідою Міжнародної федерації хокею із шайбою (ІІХФ), яке відбувалось з 19 по 25 квітня 2011 року у Швейцарії. Матчі проходили на льоду «Галленстадіона» (10,630) у Цюриху і «Дойтвега» (3,000) у Вінтертурі.
Переможцем турніру стала збірна США, яка здобула свій 4-й титул чемпіонів світу. У фіналі американки перемогли збірну Канади в овертаймі із рахунком 3:2. Збірна Фінляндії здобула бронзові нагороди, перемігши збірну Росії 3:2 у матчі за третє місце. Словацька воротарка Зузана Томчикова була обрана найціннішим гравцем чемпіонату.

## Формат
В іграх елітного дивізіону беруть участь 8 команд — 7 найкращих команд попереднього турніру і команда Словаччини — переможець турніру в I дивізіоні чемпіонату світу 2009 року. Згідно з регламентом команди розділені на дві групи. За підсумками ігор переможці груп виходять у півфінал.
Команди, що посіли 2—3 місця у групах, у перехресних стикових матчах розігрують ще два місця у своїх групах. Переможені у цих зустрічах грають матч за підсумкове 5-е місце. Команди, що посіли останні місця в групах, розігрують 7-е місце у протистоянні до двох перемог. Команда, що посіла останнє місце вибуває у I дивізіон чемпіонату світу 2012 року.

## Посів і групи
Посів команд у попередньому раунді визначався за результатами Світового рейтингу ІІХФ 2011, який був укладений після завершення чемпіонату світу 2009. Команди були розподілені по групах згідно з посівом (у дужках відповідна позиція у світовому рейтингу):
| Група A - США (1) - Швеція (4) - Росія (5) - Словаччина (8) | Група B - Канада (2) - Фінляндія (3) - Казахстан (7) - Швейцарія (6) |

## Попередній раунд
Матчі у групах A проходили у Цюриху і Вінтертурі, а матчі у групах B — у Вінтертурі.
|  | Команда переходить у півфінальну стадію плей-оф    |
|  | Команда переходить у чвертьфінальну стадію плей-оф |
|  | Команда бере участь у серії на вибування           |

### Група A
| Команда    | І | В | ВО | ПО | П | ГЗ | ГП | Різ | Очк |
| ---------- | - | - | -- | -- | - | -- | -- | --- | --- |
| США        | 3 | 3 | 0  | 0  | 0 | 27 | 2  | +25 | 9   |
| Швеція     | 3 | 2 | 0  | 0  | 1 | 11 | 10 | +1  | 6   |
| Росія      | 3 | 1 | 0  | 0  | 2 | 6  | 21 | −15 | 3   |
| Словаччина | 3 | 0 | 0  | 0  | 3 | 1  | 12 | −11 | 0   |

Час початку матчів місцевий (CET/UTC+1)
| 17 квітня 2011 12:00 | США | 5 : 0 (0—0, 2—0, 3—0) | Словаччина | Галленстадіон, Цюрих Глядачів: 585 |

| Протокол | Протокол            | Протокол  | Протокол         | Протокол               |
| --- | ------------------- | --------- | ---------------- | ---------------------- |
| | Брайєнн Маклафлін   | Голкіпери | Зузана Томчикова | Арбітр: Мелані Бордело |
| Койн (Енгстром, Найт) 23:50 Пуччі (Ламур'є) 28:18 Найт (Декер, Кегоу) 40:11 Дагген (Чу) 40:19 Декер (Найт, Белламі) 47:27 | 1:0 2:0 3:0 4:0 5:0 |           |                  | Арбітр: Мелані Бордело |
| 10 хв. | Вилучення           | 6 хв.     |                  | Арбітр: Мелані Бордело |
| 63 | Кидки               | 10        |                  | Арбітр: Мелані Бордело |

| 17 квітня 2011 16:00 | Швеція | 7 : 1 (3—1, 1—0, 3—0) | Росія | Галленстадіон, Цюрих Глядачів: 520 |

| Протокол | Протокол                        | Протокол     | Протокол                             | Протокол          |
| --- | ------------------------------- | ------------ | ------------------------------------ | ----------------- |
| | Сара Гран                       | Голкіпери    | Ганні Пругова Валентина Островлянчик | Арбітр: Ерін Блер |
| Гольст (Рундквіст) 04:56 Гольмлев 07:24 Стенберг (Бекман, Рундквіст) 08:45 Енстрем (Гольмлев, Нордін) 21:38 Грам (Андерссон, Гольст б2) 40:18 Невалайнен (Гольст, Грам) 45:53 Боргквіст (Гольмлев, Ассергольт) 58:46 | 1:0 2:0 3:0 3:1 4:1 5:1 6:1 7:1 | 15:06 Вафіна |                                      | Арбітр: Ерін Блер |
| 14 хв. | Вилучення                       | 14 хв.       |                                      | Арбітр: Ерін Блер |
| 40 | Кидки                           | 37           |                                      | Арбітр: Ерін Блер |

| 18 квітня 2011 12:00 | Швеція | 3 : 0 (1–0, 1–0, 1–0) | Словаччина | Галленстадіон, Цюрих Глядачів: 829 |

| Протокол                                                                                                  | Протокол    | Протокол  | Протокол         | Протокол             |
| --- | ----------- | --------- | ---------------- | -------------------- |
| | Кім Мартін  | Голкіпери | Зузана Томчикова | Арбітр: Джой Тоттмен |
| Невалайнен (Гольст, Еліассон б) 05:53 Вінберг (Гольмлев, Ернстрем) 38:34 Грам (Гольст, Андерссон б) 53:39 | 1:0 2:0 3:0 |           |                  | Арбітр: Джой Тоттмен |
| 10 хв. | Вилучення   | 14 хв.    |                  | Арбітр: Джой Тоттмен |
| 74 | Кидки       | 15        |                  | Арбітр: Джой Тоттмен |

| 18 квітня 2011 16:00 | Росія | 1 : 13 (0—5, 1—3, 0—5) | США | Галленстадіон, Цюрих Глядачів: 535 |

| Протокол                    | Протокол                                                    | Протокол | Протокол   | Протокол               |
| --------------------------- | ----------------------------------------------------------- | --- | ---------- | ---------------------- |
|                             | Валентина Островлянчик                                      | Голкіпери | Моллі Шаус | Арбітр: Ніколь Гертріх |
| Лебедєва (Терентьєва) 39:59 | 0:1 0:2 0:3 0:4 0:5 0:6 0:7 0:8 1:8 1:9 1:10 1:11 1:12 1:13 | 07:03 Найт (Дагган, Чу б) 09:35 Шлепер (Койн, Декер) 10:42 Чу (Шмідголл-Поттер) 12:14 Руджеро (Декер) 15:21 Дагган (м) 26:20 Кегоу (Найт, Койн б) 31:33 Найт (Дагган, Чу б) 31:56 Декер (Найт) 46:41 Найт (Чу, Дагган б) 48:07 Стек (Марвін, Стедман) 50:35 Койн (Найт, Енгстром) 51:55 Белламі (Стек, Марвін) 55:40 Руджеро (Декер, Марвін б) |            | Арбітр: Ніколь Гертріх |
| 18 хв.                      | Вилучення                                                   | 20 хв. |            | Арбітр: Ніколь Гертріх |
| 20                          | Кидки                                                       | 57 |            | Арбітр: Ніколь Гертріх |

| 20 квітня 2011 14:00 | Словаччина | 1 : 4 (0—1, 0—0, 1—3) | Росія | Дойтвег, Вінтертур Глядачів: 257 |

| Протокол        | Протокол            | Протокол | Протокол       | Протокол          |
| --------------- | ------------------- | --- | -------------- | ----------------- |
|                 | Зузана Томчикова    | Голкіпери | Ганна Проугова | Арбітр: Айна Хеве |
| Капустова 57:24 | 0:1 0:2 0:3 0:4 1:4 | 19:54 Буріна (Сергіна, Пермякова м) 43:58 Смоленцева (Гаврилова, Сергіна) 47:11 Буріна (Сергіна, Скиба) 56:38 Вафіна (Капустіна м) |                | Арбітр: Айна Хеве |
| 6 хв.           | Вилучення           | 12 хв. |                | Арбітр: Айна Хеве |
| 19              | Кидки               | 52 |                | Арбітр: Айна Хеве |

| 20 квітня 2011 20:00 | США | 9 : 1 (4—0, 5—0, 0—1) | Швеція | Дойтвег, Вінтертур Глядачів: 748 |

| Протокол | Протокол                                | Протокол                         | Протокол             | Протокол            |
| --- | --------------------------------------- | -------------------------------- | -------------------- | ------------------- |
| | Джессіка Веттер                         | Голкіпери                        | Сара Гран Кім Мартін | Арбітр: Улла Сіпіля |
| Стек (Декер б) 05:02 Шулліс (Стедман, Шмідголл-Поттер) 08:48 Ламур'є-Коллс (Ламур'є, Стек) 11:30 Шмідголл-Поттер (Чу, Найт) 19:54 Дагган (Найт б) 23:34 Шулліс (Шмідголл-Поттер) 27:09 Койн (Кегоу) 31:00 Ламур'є (Ламур'є-Коллс) 33:10 Дагган (Чу, Шлепер) 39:10 | 1:0 2:0 3:0 4:0 5:0 6:0 7:0 8:0 9:0 9:1 | 43:28 Грам (Гольст, Андерссон б) |                      | Арбітр: Улла Сіпіля |
| 8 хв. | Вилучення                               | 10 хв.                           |                      | Арбітр: Улла Сіпіля |
| 51 | Кидки                                   | 17                               |                      | Арбітр: Улла Сіпіля |

### Група B
| Команда   | І | В | ВО | ПО | П | ГЗ | ГП | Різ | Очк |
| --------- | - | - | -- | -- | - | -- | -- | --- | --- |
| Канада    | 3 | 3 | 0  | 0  | 0 | 21 | 0  | +21 | 9   |
| Швейцарія | 3 | 1 | 1  | 0  | 1 | 8  | 14 | −6  | 5   |
| Фінляндія | 3 | 1 | 0  | 1  | 1 | 6  | 7  | −1  | 4   |
| Казахстан | 3 | 0 | 0  | 0  | 3 | 4  | 18 | −14 | 0   |

Час початку матчів місцевий (CET/UTC+1)
| 16 квітня 2011 16:00 | Фінляндія | 5 : 3 (2—1, 2—0, 1—2) | Казахстан | Дойтвег, Вінтертур Глядачів: 634 |

| Протокол | Протокол                        | Протокол                                                             | Протокол         | Протокол             |
| --- | ------------------------------- | -------------------------------------------------------------------- | ---------------- | -------------------- |
| | Мейя Хассінен                   | Голкіпери                                                            | Дарія Обидєннова | Арбітр: Джой Тоттмен |
| Лунд (Вілліла, Тапані) 04:20 Раяхухта (Туомінен, Хелін б) 09:33 Рантамякі (Карвінен) 24:01 Тапані 39:15 Карвінен (Хійрікоскі) 48:31 | 1:0 1:1 2:1 3:1 4:1 4:2 5:2 5:3 | 06:22 Яковчук (б) 40:48 Яковчук (Коньшева) 49:44 Тухтієва (Коньшева) |                  | Арбітр: Джой Тоттмен |
| 8 хв. | Вилучення                       | 4 хв.                                                                |                  | Арбітр: Джой Тоттмен |
| 62 | Кидки                           | 15                                                                   |                  | Арбітр: Джой Тоттмен |

| 16 квітня 2011 20:00 | Канада | 12 : 0 (0—0, 0—0, 0—0) | Швейцарія | Дойтвег, Вінтертур Глядачів: 2,900 |

| Протокол | Протокол                                           | Протокол  | Протокол                        | Протокол               |
| --- | -------------------------------------------------- | --------- | ------------------------------- | ---------------------- |
| | Шарлін Лабонт                                      | Голкіпери | Флоренс Шеллінг Софі Антаматтен | Арбітр: Ніколь Гертріх |
| Пайпер (Агоста, Слусар) 10:42 Ірвін (Джонстон, Ларок м) 16:02 Вікенгайзер (Агоста м) 18:33 Міккелсон (Вікенгайзер) 23:01 Еппс (Бономм б) 26:33 Джонстон (Вотчорн, Ірвін б) 29:04 Пулен-Надо (Веланкур, Ворд) 34:30 Вейкфілд (Бономм) 34:44 Пайпер (Спунер, Бономм б) 41:57 Геффорд (Агоста) 42:40 Пайпер 54:29 Бономм (Еппс, Вотчорн б) 59:33 | 1:0 2:0 3:0 4:0 5:0 6:0 7:0 8:0 9:0 10:0 11:0 12:0 |           |                                 | Арбітр: Ніколь Гертріх |
| 16 хв. | Вилучення                                          | 14 хв.    |                                 | Арбітр: Ніколь Гертріх |
| 67 | Кидки                                              | 19        |                                 | Арбітр: Ніколь Гертріх |

| 17 квітня 2011 16:00 | Казахстан | 0 : 7 (0—0, 0—0, 0—0) | Канада | Дойтвег, Вінтертур Глядачів: 411 |

| Протокол | Протокол                    | Протокол | Протокол       | Протокол            |
| -------- | --------------------------- | --- | -------------- | ------------------- |
|          | Дарія Обидєннова            | Голкіпери | Кім Сент-П'єрр | Арбітр: Улла Сіпіля |
|          | 0:1 0:2 0:3 0:4 0:5 0:6 0:7 | 09:22 Еллетт (Веланкур, Пулен-Надо б) 12:05 Вікенгайзер 20:55 Пулен-Надо (Еллетт) 27:33 Міккелсон 39:46 Міккелсон (Веланкур, Ворд б) 43:42 Ірвін (Джонстон, Ларок) 52:01 Спунер |                | Арбітр: Улла Сіпіля |
| 12 хв.   | Вилучення                   | 2 хв. |                | Арбітр: Улла Сіпіля |
| 13       | Кидки                       | 71 |                | Арбітр: Улла Сіпіля |

| 17 квітня 2011 20:00 | Фінляндія | 1 : 2 ОТ (1–0, 0–1, 0–0, ОТ: 0–1) | Швейцарія | Дойтвег, Вінтертур Глядачів: 2,117 |

| Протокол                   | Протокол    | Протокол                                   | Протокол        | Протокол          |
| -------------------------- | ----------- | ------------------------------------------ | --------------- | ----------------- |
|                            | Ноора Рятю  | Голкіпери                                  | Флоренс Шеллінг | Арбітр: Айна Хеве |
| Нісканен (Саарімякі) 05:51 | 1:0 1:1 1:2 | 38:50 Булло (Майєр, Бенц б) 61:50 С. Марті |                 | Арбітр: Айна Хеве |
| 16 хв.                     | Вилучення   | 16 хв.                                     |                 | Арбітр: Айна Хеве |
| 44                         | Кидки       | 30                                         |                 | Арбітр: Айна Хеве |

| 17 квітня 2011 16:00 | Канада | 2 : 0 (1—0, 0—0, 1—0) | Фінляндія | Дойтвег, Вінтертур Глядачів: 614 |

| Протокол                                                      | Протокол       | Протокол  | Протокол   | Протокол          |
| ------------------------------------------------------------- | -------------- | --------- | ---------- | ----------------- |
|                                                               | Шеннон Сабадош | Голкіпери | Ноора Рятю | Арбітр: Ерін Блер |
| Джонстон (Ірвін) 12:46 Геффорд (Агоста, Вікенгайзер шпв)59:34 | 1:0 2:0        |           |            | Арбітр: Ерін Блер |
| 8 хв.                                                         | Вилучення      | 26 хв.    |            | Арбітр: Ерін Блер |
| 50                                                            | Кидки          | 14        |            | Арбітр: Ерін Блер |

| 17 квітня 2011 20:00 | Швейцарія | 6 : 1 (3—0, 1—0, 2—1) | Казахстан | Дойтвег, Вінтертур Глядачів: 2,436 |

| Протокол | Протокол                    | Протокол             | Протокол         | Протокол               |
| --- | --------------------------- | -------------------- | ---------------- | ---------------------- |
| | Флоренс Шеллінг             | Голкіпери            | Дарія Обидєннова | Арбітр: Мелані Бордело |
| Тальманн (Гафлігер) 04:49 Ж. Марті (Штіфель, Разеллі) 06:37 Лаймгрубер (Штальдер, Леманн) 18:14 Лаймгрубер (Штенц) 32:31 Бенц (Ж. Марті м) 46:46 Майєр (Шеллінг б) 57:06 | 1:0 2:0 3:0 4:0 4:1 5:1 6:1 | 42:02 Яковчук (Шу б) |                  | Арбітр: Мелані Бордело |
| 14 хв. | Вилучення                   | 4 хв.                |                  | Арбітр: Мелані Бордело |
| 53 | Кидки                       | 21                   |                  | Арбітр: Мелані Бордело |

## Фінальний раунд

### Серія на вибування
| 22 квітня 2011 20:00 | Словаччина | 1 : 0 (0—0, 0—0, 1—0) | Казахстан | Дойтвег, Вінтертур Глядачів: 127 |

| Протокол                  | Протокол         | Протокол  | Протокол         | Протокол          |
| ------------------------- | ---------------- | --------- | ---------------- | ----------------- |
|                           | Зузана Томчикова | Голкіпери | Дарія Обидєннова | Арбітр: Айна Хеве |
| Джурнякова (Гапова) 47:59 | 1:0              |           |                  | Арбітр: Айна Хеве |
| 0 хв.                     | Вилучення        | 6 хв.     |                  | Арбітр: Айна Хеве |
| 34                        | Кидки            | 25        |                  | Арбітр: Айна Хеве |

| 24 квітня 2011 20:00 | Казахстан | 1 : 2 ПБ (1—0, 0—0, 0—1, ОТ: 0—0) (ПБ: 0—1) | Словаччина | Дойтвег, Вінтертур Глядачів: 113 |

| Протокол                                                       | Протокол         | Протокол                                           | Протокол         | Протокол            |
| -------------------------------------------------------------- | ---------------- | -------------------------------------------------- | ---------------- | ------------------- |
|                                                                | Дарія Обидєннова | Голкіпери                                          | Зузана Томчикова | Арбітр: Улла Сіпіля |
| Шу (Свиридова, Штельмайстер) 10:46 Ібрагімова Потапова Тухтєва | 1:0 1:1 Буліти   | 53:55 Караф'ятова (Матейова б) Капустова Велічкова |                  | Арбітр: Улла Сіпіля |
| 12 хв.                                                         | Вилучення        | 2 хв.                                              |                  | Арбітр: Улла Сіпіля |
| 36                                                             | Кидки            | 38                                                 |                  | Арбітр: Улла Сіпіля |

### Плей-оф
|  | Чвертьфінали | Чвертьфінали | Чвертьфінали |  |  | Півфінали | Півфінали | Півфінали |  |  | Фінал               | Фінал               | Фінал               |
|  |              |              |              |  |  |           |           |           |  |  |                     |                     |                     |
|  |              |              |              |  |  | B1        | Канада    | 4         |  |  |                     |                     |                     |
|  | A2           | Швеція       | 1            |  |  | B3        | Фінляндія | 1         |  |  |                     |                     |                     |
|  | B3           | Фінляндія    | 5            |  |  |           |           |           |  |  | B1                  | Канада              | 2                   |
|  |              |              |              |  |  |           |           |           |  |  | A1                  | США                 | 3                   |
|  |              |              |              |  |  | A1        | США       | 5         |  |  |                     |                     |                     |
|  | B2           | Швейцарія    | 4            |  |  | A3        | Росія     | 1         |  |  | Матч за третє місце | Матч за третє місце | Матч за третє місце |
|  | A3           | Росія        | 5            |  |  |           |           |           |  |  | B3                  | Фінляндія           | 3                   |
|  |              |              |              |  |  |           |           |           |  |  | A3                  | Росія               | 2                   |

#### Чвертьфінали
| 22 квітня 2011 16:00 | Швеція | 1 : 5 (0—3, 0—1, 1—1) | Фінляндія | Галленстадіон, Цюрих Глядачів: 931 |

| Протокол              | Протокол                | Протокол | Протокол   | Протокол               |
| --------------------- | ----------------------- | --- | ---------- | ---------------------- |
|                       | Кім Мартін Сара Гран    | Голкіпери | Ноора Рятю | Арбітр: Мелані Бордело |
| Гольст (Грам б) 43:43 | 0:1 0:2 0:3 0:4 1:4 1:5 | 01:42 Карвінен (Хійрікоскі) 06:23 Карвінен (Рантамякі, Нісканен) 13:08 Раяхухта (Туомінен, Тапані) 37:44 Рантамякі (Карвінен, Нісканен б) 56:23 Рантамякі (Карвінен, Ліндстедт б) |            | Арбітр: Мелані Бордело |
| 16 хв.                | Вилучення               | 12 хв. |            | Арбітр: Мелані Бордело |
| 39                    | Кидки                   | 32 |            | Арбітр: Мелані Бордело |

| 22 квітня 2011 20:00 | Швейцарія | 4 : 5 ОТ (1—0, 2—0, 1—4, ОТ: 0—1) | Росія | Галленстадіон, Цюрих Глядачів: 4,123 |

| Протокол                                                                                        | Протокол                            | Протокол | Протокол      | Протокол             |
| ----------------------------------------------------------------------------------------------- | ----------------------------------- | --- | ------------- | -------------------- |
|                                                                                                 | Флоренс Шеллінг                     | Голкіпери | Ганна Пругова | Арбітр: Джой Тоттмен |
| Лаймгрубер 00:35 Бенц (Ж. Марті, С. Марті) 25:50 Бенц 33:33 С. Марті (Штайфель, Штальдер) 59:17 | 1:0 2:0 3:0 3:1 3:2 3:3 3:4 4:4 4:5 | 47:49 Смоленцева (Вафіна) 50:47 Пермякова (Гаврилова, Сергіна б) 52:01 Капустіна (Гаврилова) 54:21 Сосіна (Хомич б) 62:58 Буріна |               | Арбітр: Джой Тоттмен |
| 14 хв.                                                                                          | Вилучення                           | 10 хв. |               | Арбітр: Джой Тоттмен |
| 44                                                                                              | Кидки                               | 33 |               | Арбітр: Джой Тоттмен |

#### Півфінали
| 23 квітня 2011 16:00 | Канада | 4 : 1 (2—1, 0—0, 2—0) | Фінляндія | Галленстадіон, Цюрих Глядачів: 912 |

| Протокол | Протокол            | Протокол                             | Протокол   | Протокол          |
| --- | ------------------- | ------------------------------------ | ---------- | ----------------- |
| | Шарлін Лабонт       | Голкіпери                            | Ноора Рятю | Арбітр: Ерін Блер |
| Джонстон (Вейкфілд) 10:17 Пулен-Надо (Еллетт) 19:04 Геффорд (Агоста) 40:43 Вікенгайзер (Слусар, Геффорд м) 48:18 | 1:0 1:1 2:1 3:1 4:1 | 11:43 Карвінен (Нісканен, Рантамякі) |            | Арбітр: Ерін Блер |
| 8 хв. | Вилучення           | 6 хв.                                |            | Арбітр: Ерін Блер |
| 76 | Кидки               | 16                                   |            | Арбітр: Ерін Блер |

| 23 квітня 2011 20:00 | США | 5 : 1 (2—1, 2—0, 1—0) | Росія | Галленстадіон, Цюрих Глядачів: 821 |

| Протокол | Протокол                | Протокол                             | Протокол      | Протокол               |
| --- | ----------------------- | ------------------------------------ | ------------- | ---------------------- |
| | Джессіка Веттер         | Голкіпери                            | Ганна Пругова | Арбітр: Ніколь Гертріх |
| Ламур'є-Коллс (Ламур'є) 11:31 Койн (Декер, Найт) 12:05 Ламур'є (Ламур'є-Коллс, Декер) 24:08 Декер (Кегоу, Ламур'є-Коллс б) 26:59 Декер (Ламур'є-Коллс б) 52:18 | 0:1 1:1 2:1 3:1 4:1 5:1 | 03:21 Гаврилова (Сосіна, Смоленцева) |               | Арбітр: Ніколь Гертріх |
| 10 хв. | Вилучення               | 10 хв.                               |               | Арбітр: Ніколь Гертріх |
| 68 | Кидки                   | 14                                   |               | Арбітр: Ніколь Гертріх |

#### Матч за 5-е місце
| 24 квітня 2011 16:00 | Швеція | 3 : 2 ПБ (2—2, 0—0, 0—0, ОТ: 0—0) (ПБ: 1—0) | Швейцарія | Галленстадіон, Цюрих Глядачів: 2,043 |

| Протокол                                                                                                  | Протокол               | Протокол                                                                                                  | Протокол        | Протокол             |
| --- | ---------------------- | --- | --------------- | -------------------- |
| | Кім Мартін             | Голкіпери                                                                                                 | Флоренс Шеллінг | Арбітр: Джой Тоттмен |
| Еліассон (Гольст, Грам б) 05:04 Енстрем (Гельмлев, Вінберг) 08:22 Гольст Вінберг Гельмлев Гольст Гельмлев | 1:0 2:0 2:1 2:2 Буліти | 10:36 Штайфель (Бенц, Тальманн б) 17:04 Булло (Цоллінгер) Леманн Бенц Булло С. Марті Майєр Ж. Марті Булло |                 | Арбітр: Джой Тоттмен |
| 28 хв. | Вилучення              | 18 хв. |                 | Арбітр: Джой Тоттмен |
| 75 | Кидки                  | 33 |                 | Арбітр: Джой Тоттмен |

#### Матч за 3-є місце
| 25 квітня 2011 16:00 | Фінляндія | 3 : 2 ОТ (1—0, 1—0, 0—2, ОТ: 1—0) | Росія | Галленстадіон, Цюрих Глядачів: 2,463 |

| Протокол                                                                            | Протокол            | Протокол                                                               | Протокол      | Протокол               |
| ----------------------------------------------------------------------------------- | ------------------- | ---------------------------------------------------------------------- | ------------- | ---------------------- |
|                                                                                     | Ноора Рятю          | Голкіпери                                                              | Ганна Пругова | Арбітр: Мелані Бордело |
| Туомінен 14:15 Туомінен (Халлвар, Раяхухта) 21:18 Рантамякі (Хелін, Карвінен) 62:49 | 1:0 2:0 2:1 2:2 3:2 | 49:54 Дюбанок (Сосіна, Сергіна) 52:30 Сергіна (Капустіна, Пермякова б) |               | Арбітр: Мелані Бордело |
| 10 хв.                                                                              | Вилучення           | 12 хв.                                                                 |               | Арбітр: Мелані Бордело |
| 49                                                                                  | Кидки               | 37                                                                     |               | Арбітр: Мелані Бордело |

#### Фінал
| 25 квітня 2011 20:00 | Канада | 2 : 3 ОТ (1:1, 1:0, 0:1, ОТ: 0—1) | США | Галленстадіон, Цюрих Глядачів: 4318 |

| Протокол                                                         | Протокол            | Протокол                                                                       | Протокол        | Протокол               |
| ---------------------------------------------------------------- | ------------------- | ------------------------------------------------------------------------------ | --------------- | ---------------------- |
|                                                                  | Шеннон Сабадош      | Голкіпери                                                                      | Джессіка Веттер | Арбітр: Ніколь Гертріх |
| Еппс (Спунер, Пайпер) 19:52 Джонстон (Геффорд, Вейкфілд б) 56:04 | 1:0 1:1 2:1 2:2 2:3 | 16:56 Ламур'є (Ламур'є-Коллс) 32:01 Шмідголл-Поттер (Руджеро, Найт) 67:48 Найт |                 | Арбітр: Ніколь Гертріх |
| 8 хв.                                                            | Вилучення           | 10 хв.                                                                         |                 | Арбітр: Ніколь Гертріх |
| 50                                                               | Кидки               | 53                                                                             |                 | Арбітр: Ніколь Гертріх |

## Статистика

### Бомбардири
Список 10 найкращих гравців, сортованих за очками. Список розширений, оскільки деякі гравці набрали рівну кількість очок. До списку включені усі гравці із однаковою кількістю очок.
І = проведено ігор; Г = голи; П = передачі; Очк. = очки; +/− = плюс/мінус; Ш = штрафні хвилини;
| Гравець             | І | Г | П | Очк. | +/– | Ш |
| ------------------- | - | - | - | ---- | --- | - |
| Гіларі Найт         | 5 | 5 | 9 | 14   | +11 | 2 |
| Брайянна Декер      | 5 | 4 | 7 | 11   | +10 | 8 |
| Мішель Карвінен     | 6 | 4 | 4 | 8    | +2  | 8 |
| Ерік Гольст         | 5 | 2 | 6 | 8    | −2  | 2 |
| Меган Дагган        | 5 | 4 | 3 | 7    | +5  | 2 |
| Монік Ламур'є-Коллс | 3 | 2 | 5 | 7    | +3  | 6 |
| Джулі Чу            | 5 | 1 | 6 | 7    | +6  | 0 |
| Кендалл Койн        | 5 | 4 | 2 | 6    | +9  | 0 |
| Ребекка Джонстон    | 5 | 4 | 2 | 6    | +5  | 0 |
| Каролійна Рантамякі | 5 | 4 | 2 | 6    | +1  | 4 |

Джерело: IIHF.com [Архівовано 4 вересня 2012 у Wayback Machine.]

### Найкращі воротарі
Список п'яти найращих воротарів, сортованих за відсотком відбитих кидків. У список включені лише ті гравці, які провели щонайменш 40% хвилин.
| Гравець          | ЧНЛ    | К   | ГП | СП   | %ВК   | ША |
| ---------------- | ------ | --- | -- | ---- | ----- | -- |
| Ноора Рятю       | 304:05 | 233 | 10 | 1.97 | 95.71 | 0  |
| Шеннон Сабадош   | 127:48 | 64  | 3  | 1.41 | 95.31 | 1  |
| Джессіка Веттер  | 187:48 | 84  | 4  | 1.28 | 95.24 | 0  |
| Зузана Томчикова | 305:00 | 250 | 13 | 2.56 | 94.80 | 1  |
| Кім Мартін       | 208:28 | 86  | 6  | 1.73 | 93.02 | 1  |

ЧНЛ = часу на льоду (хвилини:секунди); КП = кидки; ГП = голів пропушено; СП = Середня кількість пропущених шайб; %ВК = відбитих кидків (у %); ША = шатаути
Джерело: IIHF.com [Архівовано 4 вересня 2012 у Wayback Machine.]

### Нагороди
Команда усіх зірок, обрана ЗМІ
- Воротар:  Сузана Томчикова
- Захисники:  Меган Міккелсон —  Кейтлін Кегоу
- Нападники:  Гіларі Найт —  Мішель Карвінен —  Гейлі Вікенгейзер
- Найцінніший гравець[3]:  Сузана Томчикова

Найкращі гравці, обрані дирекцією ІІХФ
- Найкращий воротар:  Ноора Рятю
- Найкращий захисник:  Монік Ламур'є-Коллс
- Найкращий нападник:  Меган Міккелсон

Найкращі гравці кожної з команд
Найкращі гравці кожної з команд, обрані тренерами.
| Команда    | Гравці                                             |
| ---------- | -------------------------------------------------- |
| США        | Джессіка Веттер Брайянна Декер Кейтлін Кегоу       |
| Канада     | Меган Міккелсон Гейлі Вікенгейзер Ребекка Джонстон |
| Фінляндія  | Ноора Рятю Єнні Хійрікоскі Каролійна Рантамякі     |
| Росія      | Тетяна Буріна Ія Гаврилова Катерина Смоленцева     |
| Швеція     | Еріка Гольст Елін Гельмлев Гунілла Андерссон       |
| Швейцарія  | Жюлія Марті Ніколь Булло Сара Бенц                 |
| Словаччина | Зузана Томчикова Івета Караф'ятова Яна Капустова   |
| Казахстан  | Дарія Обидєннова Наталія Яковчук Любов Ібрагімова  |